# Marine Jagdgeschwader

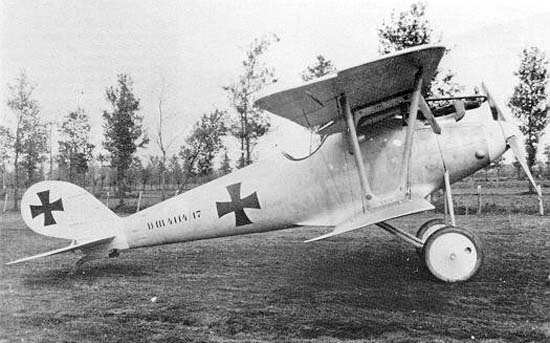
Pfalz D.III z MFJ II.

Marine Jagdgeschwader – wyspecjalizowana niemiecka jednostka lotnictwa morskiego Luftstreitkräfte z okresu I wojny światowej.
Wzorując się na utworzonej przez Manfreda von Richthofena w czerwcu 1917 jednostce Jagdgeschwader Nr 1 na początku września 1918 roku, w ostatniej fazie wojny, utworzono podobne zgrupowanie jednostek lotnictwa morskiego nazwane Marine Jagdgeschwader. Powstał on z pięciu morskich eskadr myśliwskich Marine Feld Jasta I - (MFJ I), MFJ II, MFJ III, MFJ IV i MFJ V w jedną jednostkę taktyczną pod dowództwem asa MFJ I porucznika marynarki (Oberleutnat zur See) Gotthard Sachsenberg.
Dywizjon morski używał samolotów Fokker D.VII, Fokker D.VIII, Pfalz D.III.

## Dowódcy dywizjonu
| Stopień | Nazwisko             | Okres                   |
| ------- | -------------------- | ----------------------- |
| Kapitan | Gotthard Sachsenberg | 03.10.1918 – 11.11.1918 |